# Morgan Samuelsson
Pour les articles homonymes, voir Samuelsson.
Morgan Samuelsson, né le 6 avril 1968 à Boden et mort dans la nuit du 2 au 3 septembre 2023, est un joueur et entraîneur professionnel suédois de hockey sur glace. Il évolue au poste de centre. Il est le frère de Magnus Samuelsson, ancien footballeur.

## Biographie

### Carrière de joueur
Né à Boden, Morgan Samuelsson commence le hockey sur glace dans le club local, faisant en parallèle du football, du unihockey et du bandy, jusqu'à l'âge de quinze ans. Il met ensuite la priorité au hockey sur glace et joue son premier match en Division 1 durant la saison 1983-1984. Il évolue durant quatre saisons en deuxième division suédoise, avant de rejoindre l'Elitserien et le Luleå HF. Trois ans plus tard, il intègre l'effectif de Södertälje SK, où il ne reste que deux saisons, avant de s'en aller à l'AIK IF, au cours de l'été 1992. Lors de sa première saison à Solna, il se retrouve relégué en deuxième division, mais il fête la remontée la saison suivante.
En 1996, il rejoint l'Allemagne, jouant durant cette saison pour les Huskies de Cassel et les Kölner Haie. Au cours de la saison 1997-1998, il quitte l'équipe de Cassel pour s'en aller à l'ES Weißwasser.
Il met un terme à son séjour allemand en 1999, pour partir jouer à l'EK Zell am See (en Nationalliga) et terminer sa saison au HC Thurgovie en Ligue nationale B. Au mois de décembre 1999, il est choisi pour renforcer le HC Davos lors de la Coupe Spengler[réf. nécessaire].  La saison suivante, il joue vingt-trois matchs avec Thurgovie, et une deuxième fois la Coupe Spengler avec Davos, qu'il remporte avant de participer aux derniers matchs de la saison régulière, ainsi qu'aux play-off avec le ZSC Lions. Il remporte le titre avec les Zurichois, marquant le but décisif à Cristobal Huet, lors des prolongations du dernier match de la finale. En 2001-2002, il est membre à part entière du club du Hallenstadion, même s'il joue trois matchs avec le SC Rapperswil-Jona. Blessé pour les play-off, il ne dispute qu'un match de séries éliminatoires et met un terme à sa carrière.
Morgan Samuelsson a disputé les Européens juniors en 1986, remportant la médaille d'argent. La même année, il est repêché en 6e ronde (123e choix au total) par les Nordiques de Québec lors du repêchage d'entrée dans la LNH.

### Carrière d'entraîneur
Il commence, lors de la saison 2004-2005, sa carrière derrière la bande au HC Sierre qu'il quitte en 2006. Il rebondit alors au HC Bolzano, avec qui il remporte la Coupe d'Italie 2007, mais est limogé au cours de la saison suivante. Il commence la saison 2007-2008 sur le banc des juniors de Djurgården, avant de remplacer Kari Eloranta aux Rapperswil-Jona Lakers, qu'il parvient à qualifier pour les play-off.
Remercié par le club saint-gallois, il devient l'entraîneur de Åkers Hockey, club militant en quatrième division suédoise. Son retour en Suisse intervient lors de la saison 2008-2009, alors qu'il remplace Bruno Aegerter jusqu'au terme de cette saison. Il part de son poste comme prévu. Mais il revient à Graben, en remplacement de son successeur, Robert Mongrain. Le 9 novembre 2011, il est prié de faire ses valises.

### Mort
Morgan Samuelsson meurt dans la nuit du 2 au 3 septembre 2023 à l'âge de 55 ans des suites d'une longue maladie.

## Palmarès et honneurs personnels

### En tant que joueur
- Championnat d'Europe junior
  -  Médaille d'argent en 1986
- Ligue nationale de hockey
  - Choisi en 6e ronde (123e choix au total) par les Nordiques de Québec lors du Repêchage d'entrée dans la LNH 1986
- Coupe Spengler
  - Membre de l'équipe-étoile de l'édition 1999[16]
  - Vainqueur en 2000 avec le HC Davos
- Ligue nationale A
  - Champion de Suisse en 2001 avec le ZSC Lions

### En tant qu'entraîneur
- Coupe d'Italie
  - Vainqueur en 2007 avec le HC Bolzano
- Ligue nationale B
  - Vice-champion de Suisse de LNB en 2005 et 2006 avec le HC Sierre

## Statistiques
| Saison               | Équipe               | Ligue                |     | Saison régulière | Saison régulière | Saison régulière | Saison régulière | Saison régulière |    | Séries éliminatoires | Séries éliminatoires | Séries éliminatoires | Séries éliminatoires | Séries éliminatoires |
| Saison               | Équipe               | Ligue                | PJ  | B                | A                | Pts              | Pun              | PJ               | B  | A                    | Pts                  | Pun                  |                      |                      |
| 1983-1984            | Bodens HF            | Division 1           | 2   | 0                | 1                | 1                | 0                | -                | -  | -                    | -                    | -                    |                      |                      |
| 1984-1985            | Bodens HF            | Division 1           | 32  | 8                | 10               | 18               | 18               | -                | -  | -                    | -                    | -                    |                      |                      |
| 1985-1986            | Bodens HF            | Division 1           | 28  | 14               | 12               | 26               | 20               | -                | -  | -                    | -                    | -                    |                      |                      |
| 1986-1987            | Bodens HF            | Division 1           | 24  | 10               | 14               | 24               | 20               | -                | -  | -                    | -                    | -                    |                      |                      |
| 1987-1988            | Luleå HF             | Elitserien           | 16  | 7                | 2                | 9                | 2                | -                | -  | -                    | -                    | -                    |                      |                      |
| 1988-1989            | Luleå HF             | Elitserien           | 36  | 14               | 19               | 33               | 18               | 3                | 0  | 1                    | 1                    | 4                    |                      |                      |
| 1989-1980            | Luleå HF             | Elitserien           | 29  | 4                | 10               | 14               | 30               | 5                | 1  | 0                    | 1                    | 4                    |                      |                      |
| 1990-1991            | Södertälje SK        | Elitserien           | 40  | 23               | 15               | 38               | 14               | 2                | 0  | 0                    | 0                    | 0                    |                      |                      |
| 1991-1992            | Södertälje SK        | Elitserien           | 22  | 7                | 11               | 18               | 12               | -                | -  | -                    | -                    | -                    |                      |                      |
| 1992-1993            | AIK IF               | Elitserien           | 22  | 2                | 6                | 8                | 8                | -                | -  | -                    | -                    | -                    |                      |                      |
| 1992-1993            | AIK IF               | Allsvenskan          | 18  | 11               | 10               | 21               | 26               | 2                | 2  | 1                    | 3                    | 0                    |                      |                      |
| 1993-1994            | AIK IF               | Division 1           | 39  | 25               | 46               | 71               | 28               | 9                | 6  | 2                    | 8                    | 4                    |                      |                      |
| 1994-1995            | AIK IF               | Elitserien           | 40  | 16               | 21               | 37               | 12               | -                | -  | -                    | -                    | -                    |                      |                      |
| 1995-1996            | AIK IF               | Elitserien           | 40  | 12               | 8                | 20               | 14               | -                | -  | -                    | -                    | -                    |                      |                      |
| 1996-1997            | Huskies de Cassel    | DEL                  | 20  | 8                | 12               | 20               | 2                | 10               | 6  | 4                    | 10                   | 4                    |                      |                      |
| 1996-1997            | Kölner Haie          | DEL                  | 27  | 3                | 7                | 10               | 4                | -                | -  | -                    | -                    | -                    |                      |                      |
| 1997-1998            | Huskies de Cassel    | DEL                  | 11  | 0                | 1                | 1                | 0                | -                | -  | -                    | -                    | -                    |                      |                      |
| 1997-1998            | ES Weißwasser        | 2. Bundesliga        | 51  | 36               | 39               | 75               | 8                | -                | -  | -                    | -                    | -                    |                      |                      |
| 1998-1999            | ES Weißwasser        | 2. Bundesliga        | 41  | 41               | 39               | 80               | 12               | 14               | 14 | 19                   | 33                   | 2                    |                      |                      |
| 1999-2000            | HC Thurgovie         | LNB                  | 35  | 27               | 29               | 56               | 31               | 5                | 3  | 6                    | 9                    | 6                    |                      |                      |
| 1999-2000            | EK Zell am See       | Nationalliga         | 5   | 4                | 6                | 10               | 4                | -                | -  | -                    | -                    | -                    |                      |                      |
| 2000-2001            | ZSC Lions            | LNA                  | 6   | 3                | 4                | 7                | 4                | 7                | 3  | 7                    | 10                   | 0                    |                      |                      |
| 2000-2001            | HC Thurgovie         | LNB                  | 23  | 16               | 26               | 42               | 14               | -                | -  | -                    | -                    | -                    |                      |                      |
| 2001-2002            | ZSC Lions            | LNA                  | 25  | 8                | 17               | 25               | 37               | 1                | 0  | 0                    | 0                    | 0                    |                      |                      |
| 2001-2002            | SC Rapperswil-Jona   | LNA                  | 3   | 1                | 1                | 2                | 0                | -                | -  | -                    | -                    | -                    |                      |                      |
| Totaux Eliteserien   | Totaux Eliteserien   | Totaux Eliteserien   | 245 | 91               | 86               | 177              | 110              | 10               | 1  | 1                    | 2                    | 8                    |                      |                      |
| Totaux Division 1    | Totaux Division 1    | Totaux Division 1    | 125 | 57               | 83               | 140              | 86               | 9                | 6  | 2                    | 8                    | 4                    |                      |                      |
| Totaux DEL           | Totaux DEL           | Totaux DEL           | 58  | 11               | 20               | 31               | 6                | 10               | 6  | 4                    | 10                   | 4                    |                      |                      |
| Totaux 2. Bundesliga | Totaux 2. Bundesliga | Totaux 2. Bundesliga | 92  | 77               | 78               | 155              | 20               | 14               | 14 | 19                   | 33                   | 2                    |                      |                      |
| Totaux LNA           | Totaux LNA           | Totaux LNA           | 34  | 12               | 22               | 34               | 40               | 8                | 3  | 7                    | 10                   | 0                    |                      |                      |
| Totaux LNB           | Totaux LNB           | Totaux LNB           | 58  | 43               | 55               | 98               | 45               | 5                | 3  | 6                    | 9                    | 6                    |                      |                      |

| Année | Compétition |   | PJ | B | A | Pts | Pun               |  | Résultat |
| 1986  | CE Jr.      | 5 | 6  | 0 | 6 | 10  | Médaille d'argent |  |          |